# Liste der Biografien/Heig
Liste der Biografien |
Portal Biografien |
Personensuche
# |
A |
B |
C |
D |
E |
F |
G |
H |
I |
J |
K |
L |
M |
N |
O |
P |
Q |
R |
S |
T |
U |
V |
W |
X |
Y |
Z |
?
 
Ha |
Hd |
He |
Hi |
Hj |
Hk |
Hl |
Hm |
Hn |
Ho |
Hr |
Hs |
Ht |
Hu |
Hv |
Hw |
Hy
 
Hea |
Heb |
Hec |
Hed |
Hee |
Hef |
Heg |
Heh |
Hei |
Hej |
Hek |
Hel |
Hem |
Hen |
Heo |
Hep |
Heq |
Her |
Hes |
Het |
Heu |
Hev |
Hew |
Hex |
Hey |
Hez
 
Heia |
Heib |
Heic |
Heid |
Heie |
Heif |
Heig |
Heij |
Heik |
Heil |
Heim |
Hein |
Heip |
Heir |
Heis |
Heit |
Heix |
Heiz
Die Liste der Biografien führt alle Personen auf, die in der deutschsprachigen Wikipedia einen Artikel haben. Dieses ist eine Teilliste mit 49 Einträgen von Personen, deren Namen mit den Buchstaben „Heig“ beginnt.

## Heig

### Heige
- Heige, Peter (1559–1599), deutscher Jurist und sächsisches Regierungsmitglied
- Heige, Peter der Jüngere (1597–1634), deutscher Mediziner und Hofarzt
- Heigel, Cäsar Max (* 1783), deutscher Schauspieler, Lyriker und Librettist
- Heigel, Franz Napoleon (1813–1888), deutscher Maler
- Heigel, Gustav (1893–1990), deutscher Leiter des Arrestbereiches im KZ BuchenwaldGustav Heigel (1893–1990)

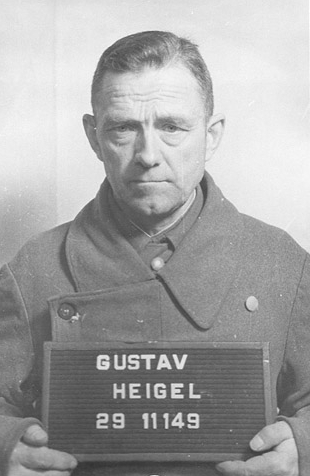
Gustav Heigel (1893–1990)

- Heigel, Joseph (1780–1837), deutscher Miniaturmaler und Lithograf
- Heigel, Karl August von (1835–1905), bayerischer Biograph, Dramatiker und Erzähler
- Heigel, Karl Theodor von (1842–1915), deutscher Historiker und Archivar
- Heigel, Paul (1640–1690), deutscher Mathematiker und evangelischer Theologe
- Heigelin, Caroline (1768–1808), Ehefrau des Bildhauers Philipp Jakob Scheffauer und Patientin des Heilbronner Arztes Eberhard Gmelin
- Heigelin, Eberhard Christian von (1789–1857), württembergischer Oberamtmann
- Heigelin, Karl Marcell (1798–1833), deutscher Architekt und Architekturtheoretiker
- Heigelin, Marcell Friedrich (1735–1796), württembergischer Staatsrat
- Heigelin, Theodor von (1876–1930), Offizier der Kaiserlichen Schutztruppe für Kamerun
- Heigenhauser, Michaela (* 1963), deutsche Schauspielerin und Sängerin
- Heigenhauser, Waldemar (* 1939), österreichischer Skisportler
- Heigenhuber, Lorenz, deutscher Jazzmusiker (Bass)
- Heigenmooser, Ernst (1893–1963), deutscher Graphiker
- Heigenmooser, Josef (1845–1921), deutscher Lehrer
- Heigermoser, Franz (* 1956), deutscher Extrem-Sportler
- Heigert, Hans (1925–2007), deutscher Journalist

### Heigh
- Height, Dorothy (1912–2010), US-amerikanische Bürgerrechtlerin und Politikerin
- Heighway, Steve (* 1947), irischer Fußballspieler

### Heigl
- Heigl, Alois (* 1970), venezolanischer Schriftsteller
- Heigl, Anton (1904–1963), deutscher Jurist und Polizeipräsident
- Heigl, Berthold (* 1946), österreichischer Ordensgeistlicher, Abt von Seitenstetten
- Heigl, Franz (1901–1992), österreichischer Sänger, Schauspieler und Unterhaltungskünstler
- Heigl, Franz (1920–2001), deutscher Psychoanalytiker
- Heigl, Franz Josef (* 1943), deutscher Jurist, Präsident des Sächsischen Landesrechnungshof
- Heigl, Georg (1931–2006), deutscher Fußballfunktionär
- Heigl, Hans (1921–2002), österreichischer Werkstoffprüfer und Politiker (SPÖ), Landtagsabgeordneter, Abgeordneter zum Nationalrat
- Heigl, Heinz (1901–1987), deutscher Sportler und Trainer
- Heigl, Hubertus-Maria von (1897–1985), deutscher General der Pioniertruppe im Zweiten Weltkrieg
- Heigl, Josef (1866–1938), österreichischer Politiker (SdP), Abgeordneter zum Nationalrat
- Heigl, Josef (1953–2013), deutscher Theologe, römisch-katholischer Geistlicher und Domkapitular
- Heigl, Jürgen (* 1985), österreichischer Rallye-Beifahrer
- Heigl, Jürgen (* 1987), österreichischer Schauspieler
- Heigl, Katherine (* 1978), US-amerikanische Schauspielerin und FilmproduzentinKatherine Heigl (* 1978)

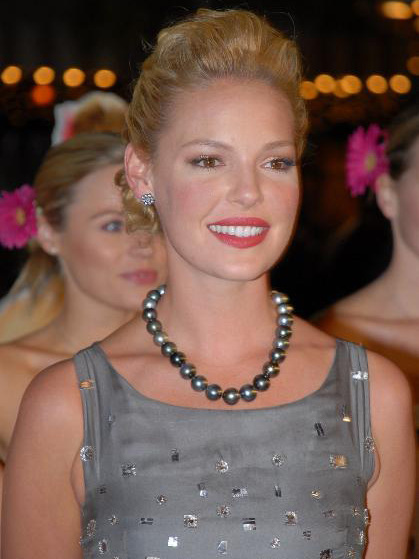
Katherine Heigl (* 1978)

- Heigl, Ludwig (1895–1963), deutscher Politiker (CSU), MdL Bayern
- Heigl, Martin († 1774), deutscher Freskant des Rokoko
- Heigl, Michael (1817–1857), Räuber
- Heigl, Nadja (* 1996), österreichische Radrennfahrerin
- Heigl, Paul (1887–1945), österreichischer Bibliothekar
- Heigl, Peter (* 1946), deutscher Sprachwissenschaftler und Autor
- Heigl, Peter (* 1952), deutscher Historiker, Buchautor und Dokumentarfilmer
- Heigl, Rita (* 1933), deutsche Fernschachspielerin
- Heigl, Thomas († 1829), deutscher Gastwirt und Bürgermeister
- Heigl, Willy (1904–1973), deutscher Politiker (SPD), MdL
- Heigl-Evers, Annelise (1921–2002), deutsche Ärztin, Psychoanalytikerin und Autorin